# Novska
Novska je grad u Hrvatskoj, lociran u istočnom dijelu Sisačko-moslavačke županije. Smještena 95 kilometara južno od Zagreba te povezana autocestom, Novska po popisu stanovništva iz 2021. broji 11 137 stanovnika. Smatra se najzapadnijim gradom Slavonije. 

## Stanovništvo
Prema popisu stanovništva iz 2021. godine na području Grada Novske i prigradskih naselja živi 11 137 stanovnika. Od toga, u samom naselju Novska žive 5922 stanovnika.

| broj stanovnika | 7213  | 8035  | 8322  | 10469 | 12002 | 13609 | 13419 | 14856 | 13713 | 14245 | 14743 | 15512 | 16686 | 17231 | 14313 | 13518 | 11137 |
|                 | 1857. | 1869. | 1880. | 1890. | 1900. | 1910. | 1921. | 1931. | 1948. | 1953. | 1961. | 1971. | 1981. | 1991. | 2001. | 2011. | 2021. |

| broj stanovnika | 1037  | 1132  | 1054  | 1352  | 1728  | 1951  | 1886  | 2797  | 2972  | 3504  | 3844  | 5118  | 6877  | 8053  | 7270  | 7028  | 5922  |
|                 | 1857. | 1869. | 1880. | 1890. | 1900. | 1910. | 1921. | 1931. | 1948. | 1953. | 1961. | 1971. | 1981. | 1991. | 2001. | 2011. | 2021. |

## Povijest
Kao najstariji spomen Novske uzima se popis župa zagrebačke nadbiskupije 1334. godine, gdje se spominje  župa Item sancti Demetrii de Belina. Taj naziv "Belina" literatura povezuje s imenom brda Bjelavina u Novskoj, a crkvu sv. Dimitrija s lokacijom današnje crkve sv. Luke, pa se time smatra da je Belina najstariji naziv ili spomen naselja koje će s vremenom postati Novska. Neka novija literatura dovodi tu poveznicu u pitanje, nudeći mogućnost toga da su sv. Dimitrije i povezana župa zapravo bili locirani drugdje. Bez obzira, vrijedno je spomena da je u Novskoj pronađena glagoljica, što je rijetko u Slavoniji.
Područje Novske stoljećima je bilo posjed obitelji Svetački, koji su zbog turske prijetnje podigli ovdje i utvrdu Ujvar 1532. godine, čiji su ostatci danas poznati mještanima pod nazivom Orešić-grad. Naziv "Ujvar" prevodi se s mađarskog kao "Novigrad", što tvori osnovu današnjeg imena "Novska". Ovo područje također postaje dio obrambene Vojne krajine, no usprkos svemu Kristofor II. Svetački ipak 1540. godine postaje turski vazal te predaje sultanu svoje četiri utvrde, a medu njima i Ujvar – područje današnje Novske. Gdjegod da se nalazila spomenuta crkva sv. Dimitrija, očito je porušena u razdoblju turske vlasti jer joj poslije više nema spomena.
Fra Luka Ibrišimović oslobađa cijelu Slavoniju pa tako i Novsku 1685. godine. Tada Novska pripada pod kotar Kraljeva Velika, u kojem se sveukupno nalazi trinaest sela i zaseoka – Kraljeva Velika, Novska, Lipovljani, Kričke, Gornji i Donji Rajić, Roždanik, Jazavica, Voćarica, Stara Subocka, Borovac, Bodegraj i Lađevac. Kako prestaju stalni sukobi s Turcima, stanovništvo Novske raste pa se tako u Novskoj 1746. godine nalazi 50 kuća s 336 stanovnika. Devet godina kasnije gradi se i najstarija crkva na novljanskom području, drvena kapela sv. Katarine u Brestači, a 1755. godine podiže se i barokna crkva sv. Luke Evanđelista u Novskoj, koja 1789. godine postaje sjedište istoimene župe. Krajiška cesta povezuje cijelo područje s drugim naseljima pa se polako razvija i trgovina. 
Novska tako ulazi u 19. stoljeće, a njenu povijest opisuje i čuva od zaborava cijenjeni župnik Luka Ilić Oriovčanin, koji je sudjelovao i u hrvatskome narodnom preporodu kao pjesnik i etnolog. Kako raste intelektualna djelatnost, tako i ekonomska – izgradnjom željezničke pruge od Sunje do Nove Gradiške godine 1888. godine, kao i pruge od Novske do Dugog Sela 1897. godine, Novska postaje značajno željezničko čvorište.
Povećan protok putnika potiče trgovca Adalberta Knoppa na otvaranje Hotela Knopp u središtu grada. Hotel je dugo funkcionirao kao središte kulturnih događanja i okupljalište novljanskog građanstva. Obitelj Knopp također je osnovala Kulturno-umjetničko društvo "Šubić" Novska te Dobrovoljno vatrogasno društvo Novska. Novsku 31. svibnja 1892. godine pogađa tornado – prvi zabilježeni tornado u povijesti Hrvatske.
Tijekom 20. stoljeća Novska se formira kao grad šumarske industrije i stanovništvo raste, premda bilježi pad u dva navrata – u razdoblju Drugoga svjetskog rata i kasnije Domovinskog rata. Okružena s tri strane, Novska je u Domovinskom ratu raketirana 4. listopada 1991. te je tada poginulo 11 osoba. Usprkos svim izgledima, obrana Novske uspješno je izvedena kroz operacije Orkan '91, Otkos 10 i Papuk '91. Na koncu je cijelo područje zapadne Slavonije oslobođeno 1995. godine velikom operacijom Bljesak.
U 21. stoljeću, Novska se oporavlja od ratnih stradanja i narušene ekonomske situacije. Rješenje traži u suvremenim sektorima poput razvoja videoigara, pa se 2017. započinje s provedbom projekta osnivanja Poduzetničkog inkubatora PISMO, koji već nekoliko godina kasnije broji preko 80 stratup tvrtki. Ova se gospodarska niša naglo razvija, pa Novska 2025. godine postaje mjesto izgradnje Centra gaming industrije, kampusa koji uključuje inkubator, studentske i sportske sadržaje te infrastrukturu za sveučilišne studijske programe.

## Gospodarstvo
Ratna zbivanja i ekonomske promjene izrazito su pogodile Slavoniju, pa tako i Novsku. Gase se neka dugovječna poduzeća, poput ljevaonice Kozara, pa Novska traži novi smjer u novom stoljeću. Stalnim ulaganjem u razvoj gospodarstva i poticajima za poduzetnike, kao i osnivanjem Razvojne agencije Grada Novske 2018. godine, stanje se popravlja. Broj poduzetnika u Novskoj stabilno raste, a od 2017. do 2024. godine narastao je za 50%. Stvaranje novih radnih mjesta pokrenulo je i rast zaposlenosti, pa je tako broj zaposlenih narastao s 2669 na 3364 u istom razdoblju. Najveći faktor u razvitku Novske svakako je ideja razvoja videoigara, koja započinje pokretanjem Inkubatora PISMO i uvođenjem smjera "Tehničar za razvoj videoigara" u Srednjoj školi Novska, a kulminira gradnjom Centra gaming industrije.

## Naselja u sastavu Grada Novske
U sastava Grada Novske dvadeset i tri su gradska naselja: 
- Bair
- Borovac
- Brestača
- Brezovac Subocki
- Bročice
- Jazavica
- Kozarice
- Kričke
- Lovska
- Nova Subocka
- Novska
- Novi Grabovac
- Paklenica
- Plesmo
- Popovac Subocki
- Rađenovci
- Rajčići
- Rajić
- Roždanik
- Sigetac
- Stara Subocka
- Stari Grabovac
- Voćarica

## Poznate osobe
- Luka Ilić Oriovčanin (1817. – 1878.), katolički svećenik, pjesnik i etnolog
- Ante Jagar (1867. – 1899.), katolički svećenik, marijanski pjesnik i vjersko-pedagoški pisac
- Ljubica Malović (1848. – 1905.), pedagoginja i učiteljica
- Gjuro Szabo (1875. – 1943.), povjesničar, konzervator i muzeolog
- Vladimir Tadej (1925. – 2017.), producent, scenarist i redatelj filmova Družba Pere Kvržice i Tajna starog tavana
- Marin Piletić (1983.), ministar rada, mirovinskoga sustava, obitelji i socijalne politike u 16. Vladi Republike Hrvatske.

## Kultura
Za manji grad, Novska iznimno puno ulaže u obrazovanje, pa tako sadrži dvije osnovne škole, jednu srednju školu i jednu glazbenu školu. Kulturne aktivnosti žive i kroz Kulturno-umjetničko društvo "Šubić" Novska ali i djelovanjem Pučkoga otvorenog učilišta Novska, koje organizira izložbe, kazališne predstave te kino projekcije. Radio postaja Novska i Novska.in portal lokalni su mediji koji aktivno prate događaje u Novskoj, a jedan od najpoznatijih događaja svakako je manifestacija Lukovo u Novskoj, takozvani "kirvaj s daškom prošlosti". Tijekom tog festivala, stotine glumaca, učenika i volontera maskiraju se kako bi stvorili u centru grada iluziju da se Novska vratila u 19. stoljeće, a svake godine bilježi se sve veća posjećenost.

## Sport i udruge
U gradu djeluju mnoge sportske udruge:
- Košarkaški klub Novska
- Kuglački klub Novska
- Kuglački klub Belina - Novska
- Muški rukometni klub Novska[21]
- Ženski rukometni klub Novska[22]
- Odbojkaški klub invalida Novska[23][24]
- Letački klub Atlas
- Taekwondo klub Ogrc
- Nogometni klub Libertas
- Radioamaterski klub Novska - 9A1CCU[25]

## Vanjske poveznice
- Grad Novska, službene stranice Grada Novske
- Turistička zajednica Grada Novske, informacije o aktivnostima u Novskoj
- Radio postaja Novska, dugovječna radio stanica
- Novska.in portal, lokalni medijski portal